# Ixodes acutitarsus
Ixodes acutitarsus este o specie de căpușe din genul Ixodes, familia Ixodidae, descrisă de Karsch în anul 1880. Conform Catalogue of Life specia Ixodes acutitarsus nu are subspecii cunoscute.